# Maria Zachwatowicz
Maria Zachwatowicz, także Maria Chodźko-Zachwatowicz, (ur. 12 marca 1902 w Lublinie, zm. 20 lipca 1994 w Warszawie) – polska architektka i konserwatorka zabytków, autorka projektów odbudowy wielu obiektów Starego Miasta w Warszawie.

## Życiorys
Urodziła się w rodzinie Witolda Chodźki h. Kościesza, profesora higieny, lekarza psychiatry, neurologa, i Anny z Jankowskich (1874–1912), pianistki. Miała starszą siostrę Aleksandrę Chodźko-Domaniewską. W 1920 ukończyła gimnazjum Cecylii Plater-Zyberk w Warszawie i rozpoczęła studia na Wydziale Architektury Politechniki Warszawskiej. W roku 1933 uzyskała dyplom mgr inż. architekta. W latach międzywojennych w zespole Kazimierza Skórewicza uczestniczyła w pracach konserwatorskich na Zamku Królewskim. 

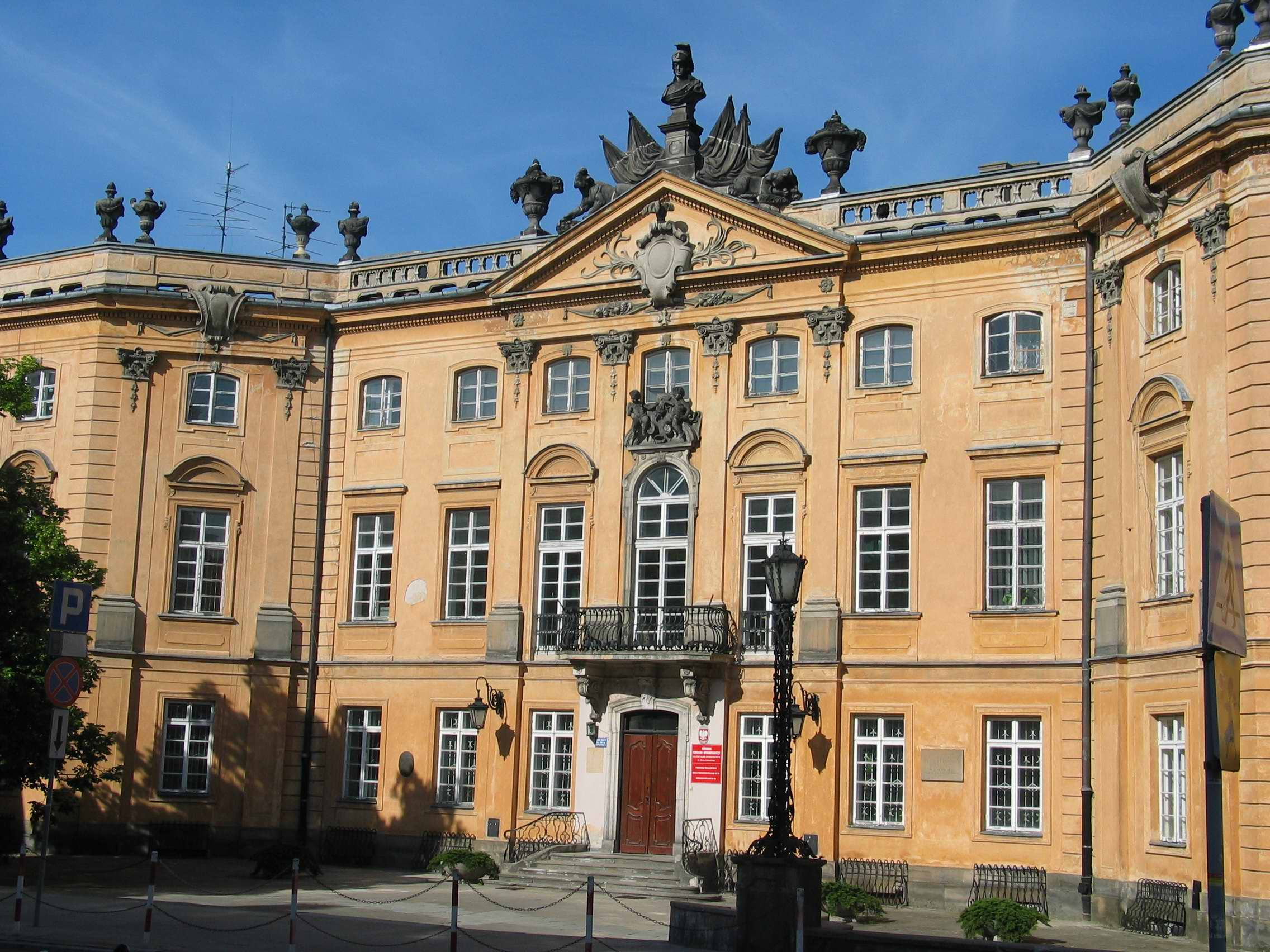
Pałac Sapiehów w Warszawie

Po II wojnie światowej rozpoczęła pracę w Pracowniach Konserwacji Zabytków przy projektowaniu odbudowy zabytków Starego Miasta w Warszawie. Jej najbardziej znanymi dziełami była odbudowa w latach 1947–1952 Kościoła ss. Sakramentek w Warszawie pod wezwaniem św. Kazimierza, na Nowym Mieście, projektu architekta Tylmana z Gameren oraz w latach 1951–1955 Pałacu Sapiehów przy ul. Zakroczymskiej 6. Współpracowała też przy odbudowie Królikarni na Mokotowie i jej adaptacji na Muzeum Xawerego Dunikowskiego. Projektowała też odbudowę wielu kamienic mieszczańskich na Starym Mieście, m.in. zespołu kamienic przy ul. Brzozowej 27/29 róg Kamiennych Schodków.
W 1929 w Warszawie poślubiła architekta Jana Zachwatowicza. Była matką scenografki i aktorki Krystyny Zachwatowicz, żony Andrzeja Wajdy i śpiewaczki Katarzyny Zachwatowicz-Jasieńskiej (ur. 1932), żony Ksawerego Jasieńskiego.
Zmarła w Warszawie, pochowana na cmentarzu Powązkowskim (kwatera 170-2-6).

## Odznaczenia
- Medal 10-lecia Polski Ludowej (21 lipca 1954)[5]
- Złota Odznaka „Za opiekę nad zabytkami”
- Złota Odznaka honorowa „Za Zasługi dla Warszawy”
- Srebrna Odznaka SARP (1964, 1978)[6]

Źródło:.

## Nagrody
- nagroda Banku Gospodarstwa Krajowego za projekt domu mieszkalnego na Kole (1934)[3]
- nagroda z premią w konkursie nr LX - na projekty domów mieszkalnych Towarzystwa Osiedli Robotniczych TOR w Warszawie (1936)[6]
- Nagroda Państwowa II stopnia (zespołowa) za wybitne osiągnięcia i twórczy wkład w odbudowę i wydobycie wartości artystycznych Starego Miasta w Lublinie (1955)[7]

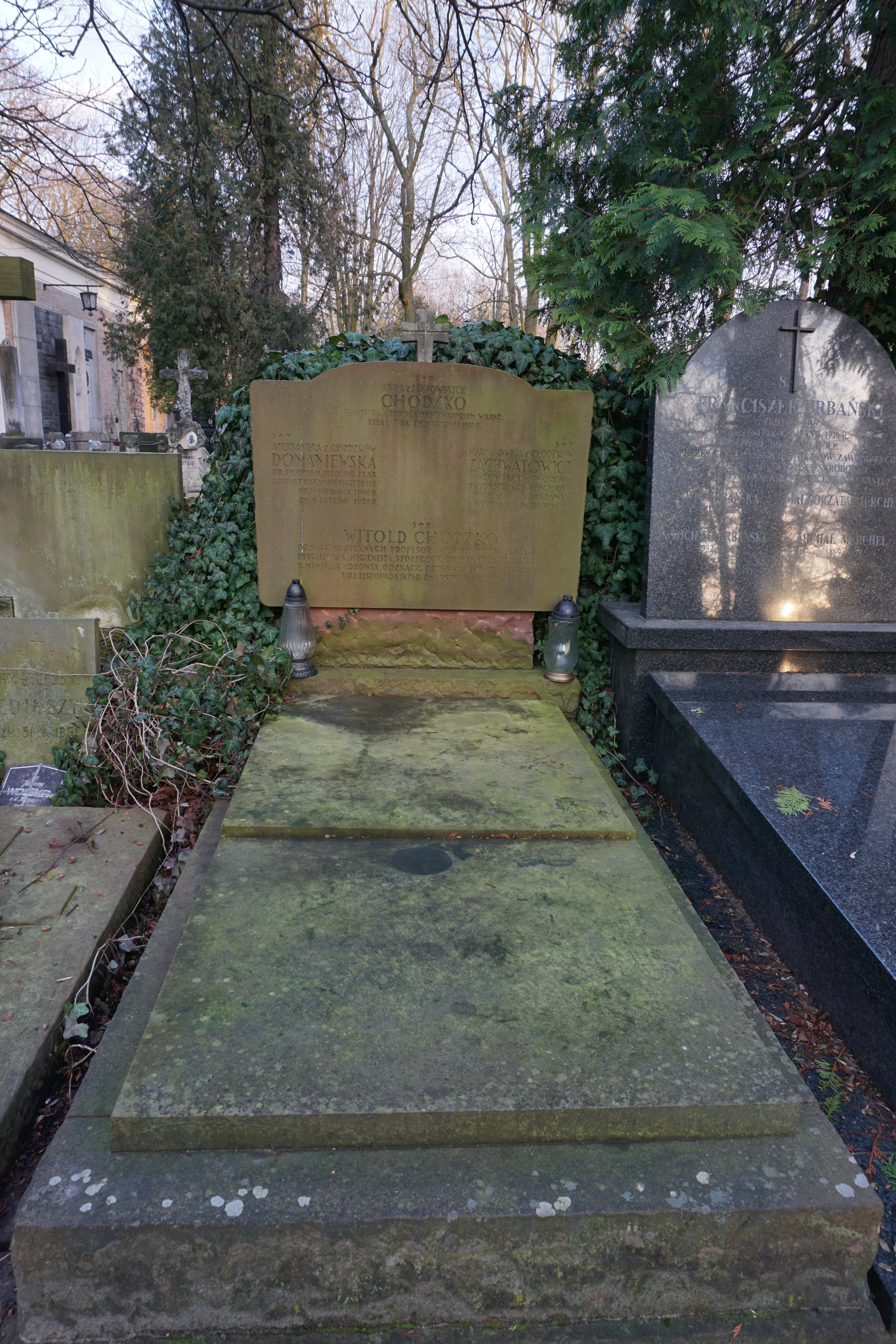
Grób Witolda Chodźki i Marii Zachwatowicz na cmentarzu Powązkowskim w Warszawie